# 39635 Kusatao
39635 Kusatao è un asteroide della fascia principale. Scoperto nel 1994, presenta un'orbita caratterizzata da un semiasse maggiore pari a 3,0405326 UA e da un'eccentricità di 0,0697906, inclinata di 12,51958° rispetto all'eclittica.